# Lin Junhong
En aquest nom xinès, el cognom és Lin.
Lin Junhong —林俊红en xinès, Lín Jùnhóng en pinyin— (9 de desembre de 1990) és una ciclista xinesa, especialista en el ciclisme en pista. Medallista als Campionats del món en pista.

## Palmarès
- 2010
  - Campiona d'Àsia en Velocitat per equips (amb Gong Jinjie)
- 2011
  - Campiona d'Àsia en Velocitat per equips (amb Gong Jinjie)
- 2014
  - Campiona d'Àsia en Velocitat
  - Campiona d'Àsia en Velocitat per equips (amb Zhong Tianshi)
- 2015
  - Campiona d'Àsia en Keirin
- 2016
  - Campiona d'Àsia en Velocitat

### Resultats a laCopa del Món
- 2009-2010
  - 1r a Melbourne i Pequín, en Velocitat per equips
- 2010-2011
  - 1r a Pequín, en Velocitat per equips
- 2013-2014
  - 1r a Guadalajara, en Velocitat
  - 1r a Guadalajara, en Velocitat per equips
- 2014-2015
  - 1r a Cali, en Keirin
- 2015-2016
  - 1r a Hong Kong, en Velocitat